# Repórter Rafael Martins
Rafael Martins de Souza (Belo Horizonte, 22 de dezembro de 1979), mais conhecido como Repórter Rafael Martins, é um jornalista, redator e político brasileiro. Atualmente, é deputado estadual pelo Partido Social Democrático  (PSD).
Nas eleições de 2018, foi candidato a deputado estadual e foi eleito com 27.463 votos. 